# Mirko Ivanovski
Mirko Ivanovski (in macedone Мирко Ивановски?; Bitola, 31 ottobre 1989) è un calciatore macedone, attaccante del Pelister.

## Carriera

### Club

#### Makedonija
Debutta in Champions League il 14 luglio 2009 con il Makedonija nella sconfitta fuori casa per 0-2 contro il BATE Borisov
Segna l'ultimo gol il 26 settembre 2009 nella vittoria casalinga per 8-0 contro il Milano Kumanovo, dove sigla una doppietta, al 26' e al 30' prima di essere sostituito nell'intervallo da Fahrudin Đurđević.
Gioca l'ultima partita con il Makedonija il 1º novembre 2009 nella vittoria per 2-0 contro il Sileks.

#### Slavia Praga
Debutta con lo Slavia Praga l'8 marzo 2010 nella vittoria casalinga per 3-2 contro il Baník Ostrava.
Segna il suo primo gol con lo Sparta Praga il 25 aprile 2010 nella sconfitta fuori casa per 3-1 contro il Sigma Olomouc.
Segna l'ultimo gol il 5 maggio 2010 nella sconfitta fuori casa per 4-2 contro il Viktoria Plzeň.
Gioca l'ultima partita con lo Slavia l'8 maggio 2010 nella sconfitta casalinga per 0-3 contro lo Jablonec 97'.

#### Arka Gdynia
Debutta con l'Arka Gdynia l'8 agosto 2010 nella sconfitta fuori casa per 1-0 contro il Wisla Cracovia, quando subentra al 62' a Tadas Labukas.
Segna il suo primo gol il 22 settembre 2010 in Pohár ČMFS nella sconfitta fuori casa per 2-1 contro l'Ostrowiec Świętokrzyski.
Segna il suo primo gol con l'Arka Gdynia in campionato il 23 ottobre 2010 nella vittoria casalinga per 1-0 contro il GKS Bełchatów.
Ivanovski prolunga il suo contratto, a 2 anni, nell'Arka Gdynia.
Debutta con l'Astra Giurgiu il 22 luglio 2012 nella vittoria fuori casa per 1-2 contro il Gloria Bistrița.

### Nazionale
Debutta l'11 febbraio 2009 nella sconfitta fuori casa per 2-1 contro la Croazia U-21.
L'ultima partita è del 4 settembre 2010 nella sconfitta casalinga per 1-2 contro la Grecia U-21.
Debutta con la nazionale maggiore il 22 dicembre 2010 nella sconfitta per 1-0 contro la Cina.
Segna il suo primo gol il 6 settembre 2011 nella vittoria per 1-0 contro l'Andorra, portando la squadra alla vittoria al 59º minuto.

## Statistiche

### Presenze e reti nei club
Statistiche aggiornate al 21 ottobre 2017.
| Stagione               | Squadra                | Campionato             | Campionato | Campionato | Coppe nazionali | Coppe nazionali | Coppe nazionali | Coppe continentali | Coppe continentali | Coppe continentali | Altre coppe | Altre coppe | Altre coppe | Totale | Totale |
| Stagione               | Squadra                | Comp                   | Pres       | Reti       | Comp            | Pres            | Reti            | Comp               | Pres               | Reti               | Comp        | Pres        | Reti        | Pres   | Reti   |
| ---------------------- | ---------------------- | ---------------------- | ---------- | ---------- | --------------- | --------------- | --------------- | ------------------ | ------------------ | ------------------ | ----------- | ----------- | ----------- | ------ | ------ |
| 2007-2008              | Pelister               | PL                     | 8          | 0          | CM              | 0               | 0               | -                  | -                  | -                  | -           | -           | -           | 8      | 0      |
| 2008-2009              | Makedonija G.P.        | PL                     | 23         | 5          | CM              | 0               | 0               | -                  | -                  | -                  | -           | -           | -           | 23     | 5      |
| 2009-gen. 2010         | Makedonija G.P.        | PL                     | 12         | 4          | CM              | 0               | 0               | UCL                | 2                  | 0                  | -           | -           | -           | 14     | 4      |
| Totale Makedonija G.P. | Totale Makedonija G.P. | Totale Makedonija G.P. | 35         | 9          |                 | 0               | 0               |                    | 2                  | 0                  |             | -           | -           | 37     | 9      |
| gen.-giu. 2010         | Slavia Praga           | 1L                     | 10         | 3          | CR              | 4               | 0               | -                  | -                  | -                  | -           | -           | -           | 14     | 3      |
| 2010-2011              | Arka Gdynia            | EK                     | 27         | 3          | CP              | 1               | 1               | -                  | -                  | -                  | -           | -           | -           | 28     | 4      |
| 2011-2012              | Arka Gdynia            | 1L                     | 17         | 3          | CP              | 2               | 1               | -                  | -                  | -                  | -           | -           | -           | 19     | 4      |
| Totale Arka Gdynia     | Totale Arka Gdynia     | Totale Arka Gdynia     | 44         | 6          |                 | 3               | 2               |                    | -                  | -                  |             | -           | -           | 47     | 8      |
| 2012-2013              | Astra Giurgiu          | Liga I                 | 28         | 5          | CR              | 4               | 1               | -                  | -                  | -                  | -           | -           | -           | 32     | 6      |
| 2013-2014              | Astra Giurgiu          | Liga I                 | 17         | 6          | CR              | 4               | 0               | UEL                | 6                  | 1                  | -           | -           | -           | 27     | 7      |
| Totale Astra Giurgiu   | Totale Astra Giurgiu   | Totale Astra Giurgiu   | 45         | 11         |                 | 8               | 1               |                    | 6                  | 1                  |             | -           | -           | 59     | 13     |
| 2014-gen. 2015         | CFR Cluj               | Liga I                 | 14         | 2          | CR              | 3               | 1               | UEL                | 1                  | 0                  | -           | -           | -           | 18     | 3      |
| gen.-giu. 2015         | Videoton               | NBI                    | 8          | 1          | CU+CdL          | 4+2             | 1+1             | -                  | -                  | -                  | -           | -           | -           | 14     | 3      |
| 2015-gen. 2016         | Videoton               | NBI                    | 8          | 1          | CU+CdL          | 1+0             | 0               | UCL+UEL            | 3+2                | 0                  | SU          | 1           | 0           | 15     | 1      |
| Totale Videoton        | Totale Videoton        | Totale Videoton        | 16         | 2          |                 | 7               | 2               |                    | 5                  | 0                  |             | 1           | 0           | 29     | 4      |
| gen.-giu. 2016         | Boluspor               | 1L                     | 10         | 0          | CT              | 0               | 0               | -                  | -                  | -                  | -           | -           | -           | 10     | 0      |
| 2016-2017              | Slaven Belupo          | 1. HNL                 | 33         | 10         | CC              | 3               | 2               | -                  | -                  | -                  | -           | -           | -           | 36     | 12     |
| 2017-2018              | Slaven Belupo          | 1. HNL                 | 9          | 4          | CC              | 0               | 0               | -                  | -                  | -                  | -           | -           | -           | 9      | 4      |
| Totale Slaven Belupo   | Totale Slaven Belupo   | Totale Slaven Belupo   | 42         | 14         |                 | 3               | 2               |                    | -                  | -                  |             | -           | -           | 45     | 16     |
| Totale carriera        | Totale carriera        | Totale carriera        | 224        | 47         |                 | 28              | 8               |                    | 14                 | 1                  |             | 1           | 0           | 267    | 56     |

### Cronologia presenze e reti in Nazionale
| Cronologia completa delle presenze e delle reti in nazionale ― Macedonia | Cronologia completa delle presenze e delle reti in nazionale ― Macedonia | Cronologia completa delle presenze e delle reti in nazionale ― Macedonia | Cronologia completa delle presenze e delle reti in nazionale ― Macedonia | Cronologia completa delle presenze e delle reti in nazionale ― Macedonia | Cronologia completa delle presenze e delle reti in nazionale ― Macedonia | Cronologia completa delle presenze e delle reti in nazionale ― Macedonia | Cronologia completa delle presenze e delle reti in nazionale ― Macedonia |
| Data                                                                     | Città                                                                    | In casa                                                                  | Risultato                                                                | Ospiti                                                                   | Competizione                                                             | Reti                                                                     | Note                                                                     |
| ------------------------------------------------------------------------ | ------------------------------------------------------------------------ | ------------------------------------------------------------------------ | ------------------------------------------------------------------------ | ------------------------------------------------------------------------ | ------------------------------------------------------------------------ | ------------------------------------------------------------------------ | ------------------------------------------------------------------------ |
| 22-12-2010                                                               | Guangzhou                                                                | Cina                                                                     | 1 – 0                                                                    | Macedonia                                                                | Amichevole                                                               | -                                                                        | 46’                                                                      |
| 2-9-2011                                                                 | Mosca                                                                    | Russia                                                                   | 1 – 0                                                                    | Macedonia                                                                | Qual. Euro 2012                                                          | -                                                                        | 75’                                                                      |
| 6-9-2011                                                                 | Skopje                                                                   | Macedonia                                                                | 1 – 0                                                                    | Andorra                                                                  | Qual. Euro 2012                                                          | 1                                                                        | 24’                                                                      |
| 7-10-2011                                                                | Erevan                                                                   | Armenia                                                                  | 4 – 1                                                                    | Macedonia                                                                | Qual. Euro 2012                                                          | -                                                                        | 31’                                                                      |
| 15-11-2011                                                               | Prilep                                                                   | Macedonia                                                                | 0 – 0                                                                    | Albania                                                                  | Amichevole                                                               | -                                                                        |                                                                          |
| 29-2-2012                                                                | Lussemburgo                                                              | Lussemburgo                                                              | 2 – 1                                                                    | Macedonia                                                                | Amichevole                                                               | -                                                                        | 62’                                                                      |
| 15-8-2012                                                                | Skopje                                                                   | Macedonia                                                                | 1 – 0                                                                    | Lituania                                                                 | Amichevole                                                               | -                                                                        | 74’                                                                      |
| 7-9-2012                                                                 | Zagabria                                                                 | Croazia                                                                  | 1 – 0                                                                    | Macedonia                                                                | Qual. Mondiali 2014                                                      | -                                                                        | 80’                                                                      |
| 11-9-2012                                                                | Glasgow                                                                  | Scozia                                                                   | 1 – 1                                                                    | Macedonia                                                                | Qual. Mondiali 2014                                                      | -                                                                        |                                                                          |
| 16-10-2012                                                               | Skopje                                                                   | Macedonia                                                                | 1 – 0                                                                    | Serbia                                                                   | Qual. Mondiali 2014                                                      | -                                                                        | 90+1’                                                                    |
| 14-11-2012                                                               | Skopje                                                                   | Macedonia                                                                | 3 – 2                                                                    | Slovenia                                                                 | Amichevole                                                               | -                                                                        | 55’                                                                      |
| 6-2-2013                                                                 | Skopje                                                                   | Macedonia                                                                | 3 – 0                                                                    | Danimarca                                                                | Amichevole                                                               | -                                                                        | 89’                                                                      |
| 22-3-2013                                                                | Skopje                                                                   | Macedonia                                                                | 0 – 2                                                                    | Belgio                                                                   | Qual. Mondiali 2014                                                      | -                                                                        | 58’ 76’                                                                  |
| 26-3-2013                                                                | Bruxelles                                                                | Belgio                                                                   | 1 – 0                                                                    | Macedonia                                                                | Qual. Mondiali 2014                                                      | -                                                                        |                                                                          |
| 3-6-2013                                                                 | Malmö                                                                    | Svezia                                                                   | 1 – 0                                                                    | Macedonia                                                                | Amichevole                                                               | -                                                                        | 69’                                                                      |
| 11-6-2013                                                                | Oslo                                                                     | Norvegia                                                                 | 2 – 0                                                                    | Macedonia                                                                | Amichevole                                                               | -                                                                        |                                                                          |
| 14-8-2013                                                                | Skopje                                                                   | Macedonia                                                                | 2 – 0                                                                    | Bulgaria                                                                 | Amichevole                                                               | -                                                                        | 61’                                                                      |
| 10-9-2013                                                                | Skopje                                                                   | Macedonia                                                                | 1 – 2                                                                    | Scozia                                                                   | Qual. Mondiali 2014                                                      | -                                                                        | 57’                                                                      |
| 11-10-2013                                                               | Cardiff                                                                  | Galles                                                                   | 1 – 0                                                                    | Macedonia                                                                | Qual. Mondiali 2014                                                      | -                                                                        | 80’                                                                      |
| 15-10-2013                                                               | Jagodina                                                                 | Serbia                                                                   | 5 – 1                                                                    | Macedonia                                                                | Qual. Mondiali 2014                                                      | -                                                                        | 81’                                                                      |
| 5-3-2014                                                                 | Skopje                                                                   | Macedonia                                                                | 2 – 1                                                                    | Lettonia                                                                 | Amichevole                                                               | -                                                                        | 66’                                                                      |
| 12-10-2014                                                               | Leopoli                                                                  | Ucraina                                                                  | 1 – 0                                                                    | Macedonia                                                                | Qual. Euro 2016                                                          | -                                                                        | 70’                                                                      |
| 15-11-2014                                                               | Skopje                                                                   | Macedonia                                                                | 0 – 2                                                                    | Slovacchia                                                               | Qual. Euro 2016                                                          | -                                                                        | 70’                                                                      |
| 14-6-2015                                                                | Žilina                                                                   | Slovacchia                                                               | 2 – 1                                                                    | Macedonia                                                                | Qual. Euro 2016                                                          | -                                                                        | 56’                                                                      |
| 5-9-2015                                                                 | Lussemburgo                                                              | Lussemburgo                                                              | 1 – 0                                                                    | Macedonia                                                                | Qual. Euro 2016                                                          | -                                                                        |                                                                          |
| 8-9-2015                                                                 | Skopje                                                                   | Macedonia                                                                | 0 – 1                                                                    | Spagna                                                                   | Qual. Euro 2016                                                          | -                                                                        | 69’                                                                      |
| 9-10-2015                                                                | Skopje                                                                   | Macedonia                                                                | 0 – 2                                                                    | Ucraina                                                                  | Qual. Euro 2016                                                          | -                                                                        | 64’                                                                      |
| Totale                                                                   |                                                                          | Presenze                                                                 | 27                                                                       |                                                                          | Reti                                                                     | 1                                                                        |                                                                          |

| Cronologia completa delle presenze e delle reti in nazionale ― Macedonia under 21 | Cronologia completa delle presenze e delle reti in nazionale ― Macedonia under 21 | Cronologia completa delle presenze e delle reti in nazionale ― Macedonia under 21 | Cronologia completa delle presenze e delle reti in nazionale ― Macedonia under 21 | Cronologia completa delle presenze e delle reti in nazionale ― Macedonia under 21 | Cronologia completa delle presenze e delle reti in nazionale ― Macedonia under 21 | Cronologia completa delle presenze e delle reti in nazionale ― Macedonia under 21 | Cronologia completa delle presenze e delle reti in nazionale ― Macedonia under 21 |
| Data                                                                              | Città                                                                             | In casa                                                                           | Risultato                                                                         | Ospiti                                                                            | Competizione                                                                      | Reti                                                                              | Note                                                                              |
| --------------------------------------------------------------------------------- | --------------------------------------------------------------------------------- | --------------------------------------------------------------------------------- | --------------------------------------------------------------------------------- | --------------------------------------------------------------------------------- | --------------------------------------------------------------------------------- | --------------------------------------------------------------------------------- | --------------------------------------------------------------------------------- |
| 11-2-2009                                                                         | Kostrena                                                                          | Croazia under 21                                                                  | 2 – 1                                                                             | Macedonia under 21                                                                | Qual. Europeo Under-21 2011                                                       | -                                                                                 | 64’                                                                               |
| 28-3-2009                                                                         | Tripoli                                                                           | Grecia under 21                                                                   | 3 – 1                                                                             | Macedonia under 21                                                                | Qual. Europeo Under-21 2011                                                       | -                                                                                 | 72’                                                                               |
| 4-9-2009                                                                          | Skopje                                                                            | Macedonia under 21                                                                | 1 – 2                                                                             | Inghilterra under 21                                                              | Qual. Europeo Under-21 2011                                                       | -                                                                                 | 80’                                                                               |
| 9-9-2009                                                                          | Skopje                                                                            | Macedonia under 21                                                                | 1 – 1                                                                             | Lituania under 21                                                                 | Qual. Europeo Under-21 2011                                                       | -                                                                                 | 61’                                                                               |
| 9-10-2009                                                                         | Coventry                                                                          | Inghilterra under 21                                                              | 6 – 3                                                                             | Macedonia under 21                                                                | Qual. Europeo Under-21 2011                                                       | -                                                                                 | 90+3’                                                                             |
| 13-10-2009                                                                        | Prilep                                                                            | Macedonia under 21                                                                | 1 – 1                                                                             | Portogallo under 21                                                               | Qual. Europeo Under-21 2011                                                       | -                                                                                 | 63’ 85’                                                                           |
| 4-9-2010                                                                          | Strumica                                                                          | Macedonia under 21                                                                | 1 – 2                                                                             | Grecia under 21                                                                   | Qual. Europeo Under-21 2011                                                       | -                                                                                 | 62’                                                                               |
| Totale                                                                            |                                                                                   | Presenze                                                                          | 7                                                                                 |                                                                                   | Reti                                                                              | 0                                                                                 |                                                                                   |

## Palmarès

### Club

#### Competizioni nazionali
- Coppa di Romania: 1

Astra Giurgiu: 2013-2014
- Supercoppa di Romania: 1

Astra Giurgiu: 2014
- Campionato ungherese: 1

Videoton: 2014-2015